# Courbure céphalique
 (janvier 2009).
Si vous disposez d'ouvrages ou d'articles de référence ou si vous connaissez des sites web de qualité traitant du thème abordé ici, merci de compléter l'article en donnant les références utiles à sa vérifiabilité et en les liant à la section « Notes et références ».

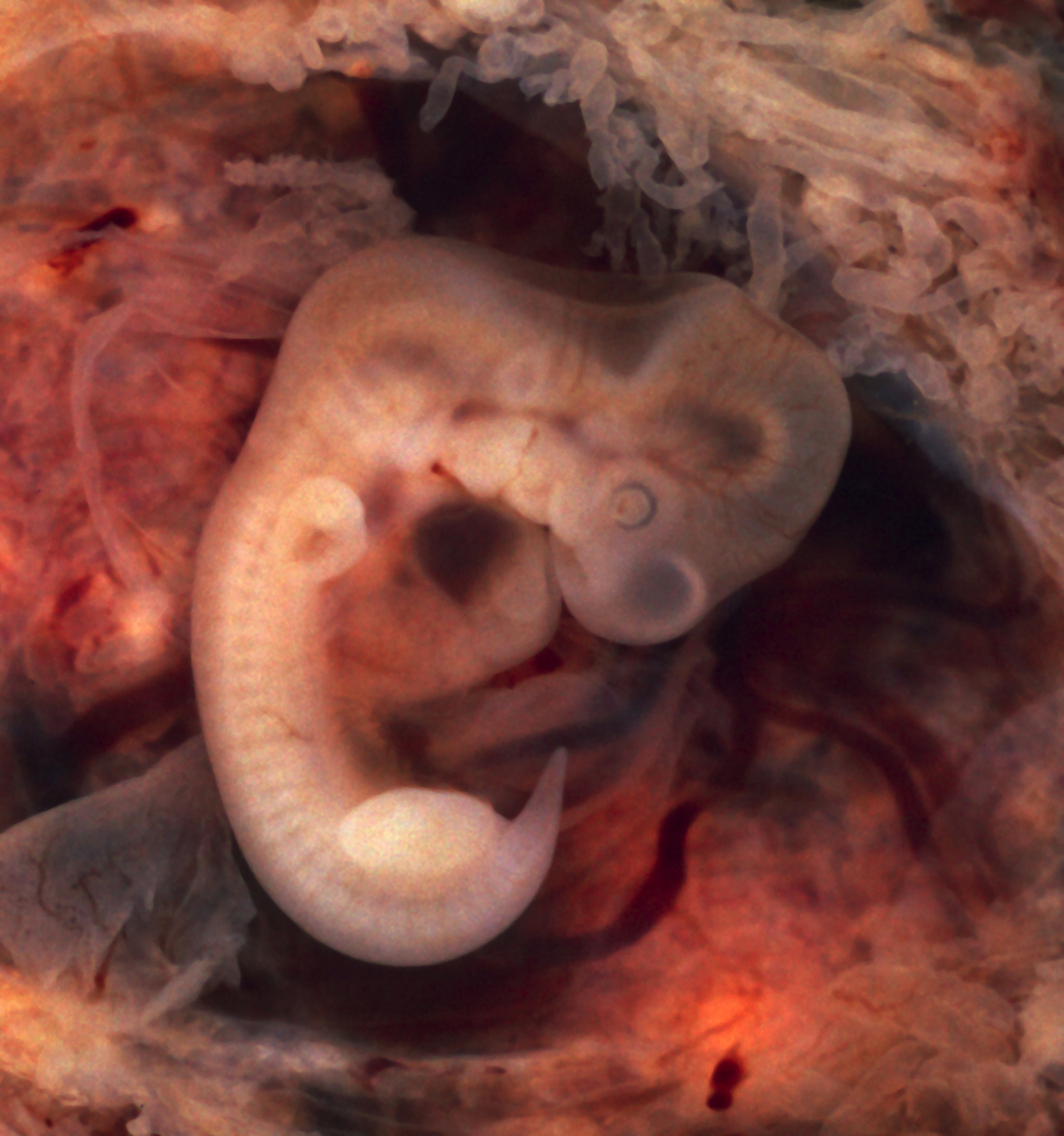
Embryon de 5 semaines

La courbure céphalique est la première inflexion du cerveau à apparaître pendant le développement de l'embryon humain. Entre la quatrième et la cinquième semaine, le prosencéphale s'incline en direction ventrale pour finir sous le mésencéphale. La courbure céphalique est l'une des trois courbures à apparaître pendant la période de la quatrième à la huitième semaine, les deux autres étant les courbures cervicale et pontine. Elle occupe à un moment du développement la position du sommet de la tête et constitue la proéminence mésencéphalique.